# 天野元景
天野 元景（あまの もとかげ）は戦国時代の武将。今川氏の家臣。

## 生涯
父は遠江国周智郡犬居谷の国衆・天野景泰。天文12年（1543年）2月に今川義元より偏諱を与えられ、「元景」を名乗った。
父・景泰は天野氏惣領であったが、天野氏庶流である天野藤秀と領内支配を巡り対立し、また軍役負担により領内の被官・百姓とも対立していた。永禄6年（1563年）に景泰は訴訟結果の不満から元景や奥山吉兼と共に今川氏から離反し、今川氏真に反旗を翻した。しかしかねてより対立していた領内の被官の助力を得られず、また天野藤秀が今川方となったため叛乱は鎮圧された。これにより天野氏の惣領家督は藤秀となり、元景は景泰と共に没落した。
その後の動向は不明だが、永禄12年（1569年）4月に藤秀が徳川氏に従属した際に、徳川家康から「七郎父子」が訴訟を企てても許容しないことを保証されていることから、少なくともこの時期までは存命であったとされる。